# Bertold IV., vojvoda Meranski
Bertold IV. Andeški († 12. avgusta 1204) je bil  Andeški grof in  Vojvoda Meranije. Bil je najstarejši sin grofa Bertolda III. Andeškega in Hedvike Wittelsbach.
V dokumentih se prvič omenja okoli leta 1170, leta 1172 se je pojavil kot grof Andeški in okoli leta 1175 kot Istrski mejni grof, deset let kasneje (1185) pa za območje blizu Reke kot vojvoda Meranski. Čez nadaljnjih deset let pa ga leta 1195 srečamo kot advokata (Vogt) samostana Tegernsee.
Leta 1186 je na pohodu v Italijo spremljal kralja  Henrika VI., kasneje leta 1189 pa se je udeležil vojaškega pohoda cesarja Friderika I. Barbarosso v tretjem križarskem pohodu oziroma tretji križarski vojni. Skupaj z njim je v Sveto deželo potoval tudi grof Albert Višnjegorski. Andeški grof Bertold IV. je takrat vodil enega od štirih oddelkov cesarske vojske. Ko se je na svojem pohodu ustavil v Nišu, je z raškim županom Štefanom Nemanjem sklenil ženitno pogodbo, da naj bi se ena od andeških hčera poročila z Nemanjevim nečakom. 
Bil je udeleženec bitke pri Filomelionu (turško: Aksehir , latinsko: Philiomelium ) 7. maja 1190. Po smrti cesarja Friderika Barbarose je Bertold IV. Andeški leta 1190 prišel do Akona ter mesto tudi zasedel. Po smrti nemškega kralja Henrika VI. je bil podpornik za izvolitev  Filipa Švabskega.
V njegovem času je družina Andeš-Meranskih dosegla vrhunec svojega ugleda. Njihova posest se je raztezala od Frankovske vojvodine do  Adriatika, in Bertoldu je uspelo priskrbeti ogrsko in francosko krono za svoje hčere, čeprav je bila francoska zakonska zveza pozneje razveljavljena zaradi nepriznane ločitve. 
Bertold je umrl leta 1204, pokopan je v samostanu Dießen.

## Poroka in potomci
Leta 1180 se je poročil z Nežo iz Rochlitza iz družine Wetincev, hčerko  Deda des Feistena, grofa iz Groitzscha in gospoda Rochlitza. Umrl je 25. marca 1195 in je bil pokopan v samostanu Dießen.
Bertold in Neža sta imela devet otrok, štiri sinove in pet hčera:
- Oton VII., † 7. maj 1234 v Besançonu, 1205 Vojvoda Meranski, 1211 Palatinski grof Burgundije, 1228–1230 Istrski mejni grof,  ⚭ I 21. junija 1208 v Bambergu Beatrico Staufensko, palatinsko grofico Burgundije, † 7. maj 1231; ⚭ II Sofija Anhaltsko, † med 23. november 1273 in 5. januarjem 1274, hčerko vojvode  Henrikom I. Anhaltskim
- Henrik, † 18. julij 1228 v Slovenj Gradcu, 1205 Istrski mejni grof, 1209–1211 razrešen zaradi domnevnega sodelovanja pri umoru švabskega kralja Filipa Švabskega; ⚭ pred 1207 Zofija Višnjegorska, † 28. februar 1256, hčerka grofa Alberta Višnjegorskega
- Ekbert, † 6. junij 1237 na Dunaju, 1234 varuh vojvode Ota II., 1192 prošt v St. Gangolf v Bambergu, 1202 katedralni prošt v Bambergu, 1203–1237 škof v Bambergu, 1209–1212 preganjan
- Bertold, † 23. maj 1251, 1205/06 izvoljen in 1212 uveden nadškof v Kalocsi, 1218 oglejski patriarh
- Hči, ⚭ 24. aprila 1190 Toljen Nemanjić v Srbiji
- Neža, * verjetno 1180, † 29. julij 1201 v Château Poissy, tam tudi pokopana; ⚭ 1. junij 1196, ločena 1200, Filip II. Francoski, 1180 francoski kralj, † 14. julij 1223 v Mantes-la-Jolie, pokopan v Baziliki Saint-Denis (Kapeting)
- Gertruda, † umorjena 8. september 1213; ⚭ vor 1203 Andrej II., ogrski kralj, † 21. september 1235 (Arpadoviči) (mati Elizabeta Ogrska)
- Sveta Hedvika, * 1176/80, † 14. maj 1243 kot opatinja  cistercijanov v  samostanu Trebnici, kononizirana 26. marca 1267, pokopana v Trebnici; ⚭ 1188/92 Henrik I. Vojvoda Šlezije, Krakova in  Velkopolske, † 19. marec 1238 (Piasti)
- Matilda, † 1. dezember 1254, pred 1214 kot redovnica v Sankt Theodorju v Bambergu, 1215 opatinja v Kitzingenu